# كلاوس ياكوبس
كلاوس ياكوبس (بالألمانية: Klaus Johann Jacobs) (و. 1936 – 2008 م) هو رائد أعمال سويسري، ولد في بريمن، توفي في كوسناخت، عن عمر يناهز 72 عاماً، بسبب سرطان.

## التعليم
تعلم في جامعة ستانفورد، وجامعة هامبورغ.

## جوائز
حصل على جوائز منها:
- ميدالية الشرف الذهبية العظمى للخدمات المقدمة لجمهورية النمسا
- الدكتوراه الفخرية من جامعة بازل
- Leibniz Medal  [لغات أخرى]‏.

## روابط خارجية
- كلاوس ياكوبس على موقع مونزينجر (الألمانية)